# Smart Casual
Smart Casual é o álbum de estreia do Kids in Glass Houses, gravado durante o final de 2007 em Long Wave Studios com Romesh Dodangoda. O álbum contém cinco faixas que a banda já havia gravado para ser lançado no EP E-Pocalypse!, e mais três faixas regravadas retiradas deste mesmo EP.
O primeiro single do álbum é "Easy Tiger" e foi lançado em 10 Março de 2008. Foi lançado como um download digital, e uma prensagem limitada em 2000 vinil. O videoclipe para o single recebeu execuções consideráveis em canais de música. "Give Me What I Want" foi também lançada como single em 19 de Maio, a ser seguido por "Saturday" em 11 de Agosto de 2008.
O álbum entrou nas paradas do Reino Unido e conseguiu alcançar a posição de número 29 na semana do seu lançamento.
A canção "Girls" foi usada como tema do "Totally Calum Best: The Best Is Yet To Come".
A canção "Raise Hell" era conhecido como "My Def Posse', e ainda é referido assim por alguns fãs.

## Lista de faixas
Todas as faixas escritas por Aled Phillips, Mahanty Iain, Joel Fisher, Shay e Andrew Philip Jenkins, exceto aonde é indicado. Todas as letras por Aled Phillips.
1. "Fisticuffs" - 2:55
2. "Easy Tiger" - 3:32 (A. Phillips/Earl Phillips)
3. "Give Me What I Want" - 3:19 (A. Phillips/Aled Rees/Fisher/Shay/Jenkins)
4. "Saturday" - 3:18 (A. Phillips/Fisher/Shay/Jenkins)
5. "Lovely Bones" - 3:25
6. "Shameless" - 3:38 (A. Phillips/Fisher/Shay/Jenkins)
7. "Girls" - 3:20
8. "Good Boys Gone Rad" - 2:59
9. "Dance All Night" - 3:16
10. "Pillow Talk" - 3:10
11. "Raise Hell" - 3:51 (A. Phillips/E. Phillips)
12. "Church Tongue" - 3:04

## Créditos
- Aled Phillips - vocais, letra
- Iain Mahanty - guitarra solo, vocal de apoio
- Joel Fisher - guitarra rítmica
- Andrew Shay - baixo elétrico
- Phil Jenkins - bateria, percussão

### Certificações
| País        | Certificação | Vendas |
| ----------- | ------------ | ------ |
| Reino Unido | Prata        | 88.908 |